# Camilo Cienfuegos
Camilo Gorriarán Cienfuegos (6. února 1932 La Havana, Kuba – 28. října 1959) byl kubánský revolucionář. 
Camilo Cienfuegos byl spolu s Ernestem „Che“ Guevarou, Fidelem a Raúlem Castrem jedním z předních revolucionářů a partyzánských vůdců „Hnutí 26. července“ – povstalecké armády proti Batistovu režimu.
Camilo Cienfuegos zemřel při letecké nehodě nad oceánem mezi Camagüey a Havanou krátce poté, co byl nucen zatknout dalšího z velitelů revoluce Hubera Matose. Jeho tělo nebylo nikdy nalezeno, a proto je jeho smrt dodnes předmětem mnoha konspiračních teorií.